# Tanya Stewner

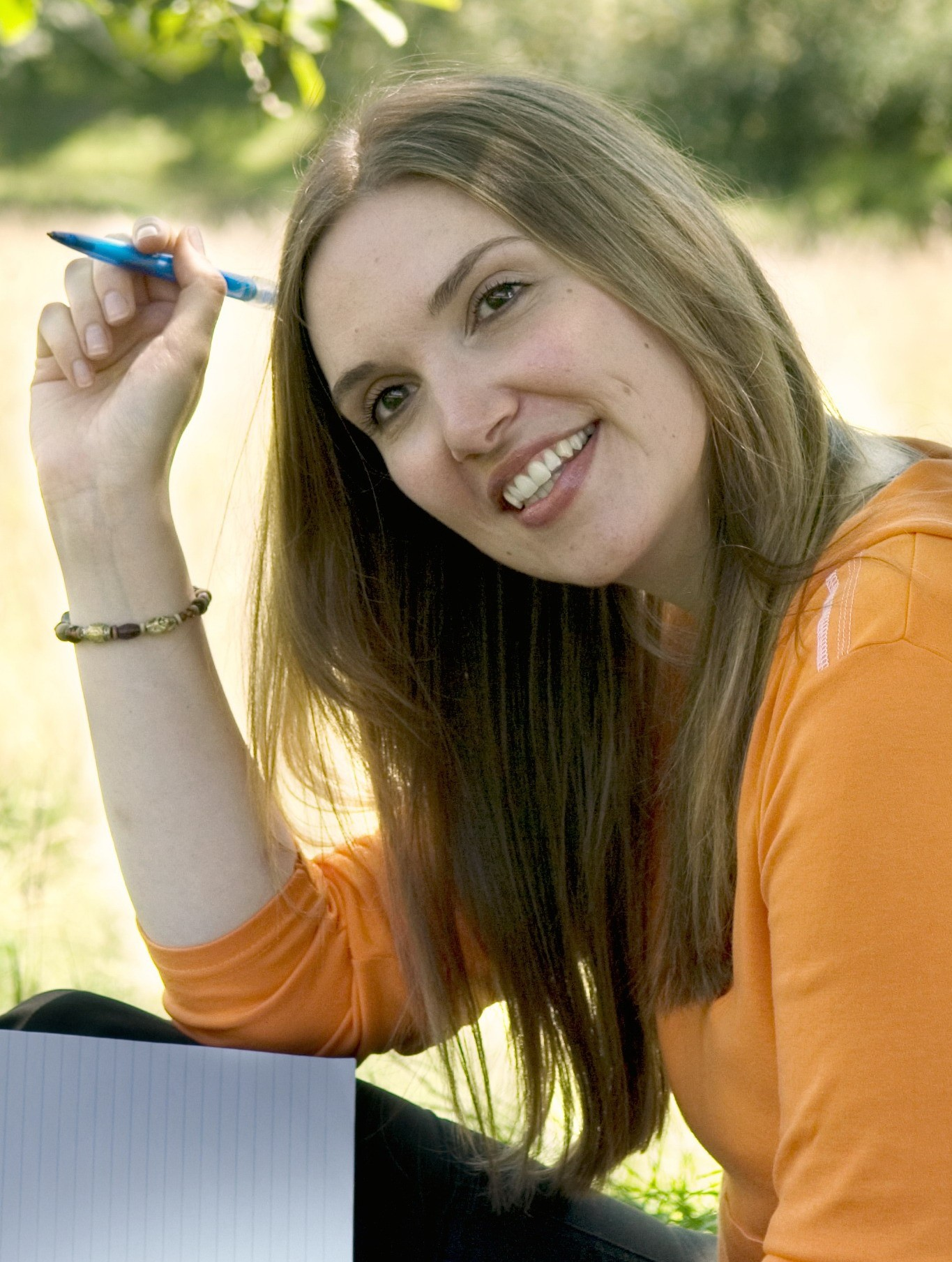
Tanya Stewner (2010)

Tanya Stewner (* 1974 in Wuppertal) ist eine deutsche Kinderbuch- und Romanautorin. Bekannt wurde sie mit den Kinderbuchreihen Liliane Susewind  und Alea Aquarius.

## Leben
Tanya Stewner begann mit zehn Jahren, Geschichten zu schreiben. Von diesem Zeitpunkt an war es ihr Wunsch, Schriftstellerin zu werden. Nach dem Abitur studierte sie Literaturübersetzen in Düsseldorf, brach dieses Studium jedoch ab, um in Wuppertal Anglistik, Germanistik und Literaturwissenschaften zu studieren. Von 1996 bis 1998 lebte sie in London, studierte dort an der University of North London, absolvierte ein Verlagspraktikum und begann gleichzeitig, den Roman Das Lied der Träumerin zu schreiben. 2002 schloss sie ihr Studium in Deutschland mit dem Titel Magistra Artium ab.
Im Sommer 2003, während ihres Volontariats in einem Redaktionsbüro, schrieb sie die erste Geschichte des rothaarigen Mädchens Liliane Susewind. Ihre Versuche, eine Literaturagentur von ihrem Kinderroman zu überzeugen, scheiterten jedoch. Im Sommer 2006 bekam sie die Zusage des S. Fischer Verlags. Liliane Susewind. Mit Elefanten spricht man nicht! erschien im August 2007. 26 weitere Bände folgten, seit 2019 in Zusammenarbeit mit Co-Autorin Marlene Jablonski.
Im August 2010 erschien der erste Band ihrer Kinderbuch-Trilogie Hummelbi: Wie weckt man eine Elfe?. Der zweite Band, Eine Fee ist keine Elfe, erschien im Februar 2011, Das Einhorn im Elfenwald im März 2012. Im März 2011 erschien der erste All-Age-Roman der Autorin, Das Lied der Träumerin. Im Februar 2015 erschien das Jugendbuch Der Sommer, in dem die Zeit stehenblieb.
Im Juli 2015 erschien der erste Band der Meermädchen-Serie Alea Aquarius. Der Ruf des Wassers. Bis 2023 erschienen acht weitere Bände in dieser Reihe, eine Musik-CD, zwei Singles und ein Fan-Buch für das Alter ab 10 Jahre. Die Reihe widmet sich vor allem Umweltschutz-Themen und der Diversität. Eine Serie zu Alea Aquarius ist in Planung. Ende 2018 startete mit Alea Aquarius. Die Magie der Nixen eine separate Reihe für Leseanfänger, fortgesetzt 2019 mit Alea Aquarius. Ein Lied für die Gilfen. Insgesamt gibt es vier Erstlesebände. Anlässlich des zehnjährigen Jubiläums von Liliane Susewind erschien im September 2017 das von Stewner und Guido Frommelt komponierte Album Liliane Susewind. Meine Songs.
Stewner lebt mit ihrem Mann und ihrer Tochter in der Nähe von Düsseldorf auf dem Land in der Nähe eines kleinen Sees und arbeitet an weiteren Büchern für Kinder und Jugendliche, ebenso wie an Romanen für Erwachsene und an weiteren Musikprojekten.

## Werke

### Liliane-Susewind-Reihe
- Mit Elefanten spricht man nicht! Mit Illustrationen von Eva Schöffmann-Davidov. S. Fischer Verlag, Frankfurt am Main 2007.
- Tiger küssen keine Löwen. Mit Illustrationen von Eva Schöffmann-Davidov. S. Fischer Verlag, Frankfurt am Main 2008.
- Delphine in Seenot. Mit Illustrationen von Eva Schöffmann-Davidov. S. Fischer Verlag, Frankfurt am Main 2008.
- Schimpansen macht man nicht zum Affen. Mit Illustrationen von Eva Schöffmann-Davidov. S. Fischer Verlag, Frankfurt am Main 2009, ISBN 978-3-596-85355-7.
- So springt man nicht mit Pferden um. Mit Illustrationen von Eva Schöffmann-Davidov. S. Fischer Verlag, Frankfurt am Main 2009.
- Ein Panda ist kein Känguru. Mit Illustrationen von Eva Schöffmann-Davidov. S. Fischer Verlag, Frankfurt am Main 2010.
- Rückt dem Wolf nicht auf den Pelz! Mit Illustrationen von Eva Schöffmann-Davidov. S. Fischer Verlag, Frankfurt am Main 2011, ISBN 978-3-596-85427-1.
- Ein kleines Reh allein im Schnee. Mit Illustrationen von Eva Schöffmann-Davidov. S. Fischer Verlag. Frankfurt am Main 2012.
- Ein Pinguin will hoch hinaus. Mit Illustrationen von Eva Schöffmann-Davidov. S. Fischer Verlag. Frankfurt am Main 2013, ISBN 978-3-596-85468-4.
- Mit Freunden ist man nie allein. Mit Illustrationen von Eva Schöffmann-Davidov. S. Fischer Verlag, Frankfurt am Main 2014, ISBN 978-3-596-85468-4.
- Eine Eule steckt den Kopf nicht in den Sand. Mit Illustrationen von Eva Schöffmann-Davidov. S. Fischer Verlag, Frankfurt am Main 2015, ISBN 978-3-596-85536-0.
- Ein kleiner Esel kommt groß raus. Mit Illustrationen von Florentine Prechtel. S. Fischer Verlag, Frankfurt am Main 2015, ISBN 978-3-7373-5201-7.
- Ein Meerschwein ist nicht gern allein. Mit Illustrationen von Florentine Prechtel. S. Fischer Verlag, Frankfurt am Main 2015, ISBN 978-3-7373-5202-4.
- Viel Gerenne um eine Henne. Mit Illustrationen von Florentine Prechtel. S. Fischer Verlag, Frankfurt am Main 2016, ISBN 978-3-7373-5203-1.
- Ein Nilpferd auf dem Zebrastreifen. Mit Illustrationen von Florentine Prechtel. S. Fischer Verlag, Frankfurt am Main 2016, ISBN 978-3-7373-5204-8.
- Extra-Punkte für den Dalmatiner. Mit Illustrationen von Florentine Prechtel. S. Fischer Verlag, Frankfurt am Main 2016, ISBN 978-3-7373-4052-6.
- Ein Eisbär kriegt keine kalten Füße. Mit Illustrationen von Eva Schöffmann-Davidov. S. Fischer Verlag, Frankfurt am Main 2016, ISBN 978-3-7373-4000-7.
- Schwarze Kater bringen Glück. Mit Illustrationen von Florentine Prechtel. S. Fischer Verlag, Frankfurt am Main 2017, ISBN 978-3-7373-4053-3.
- Ein kleiner Hund mit großem Herz. Mit Illustrationen von Florentine Prechtel. S. Fischer Verlag, Frankfurt am Main 2017, ISBN 978-3-596-85654-1.
- Giraffen übersieht man nicht. Mit Illustrationen von Eva Schöffmann-Davidov. S. Fischer Verlag, Frankfurt am Main 2017, ISBN 978-3-7373-4002-1.
- Drei Waschbären sind keiner zu viel. Mit Illustrationen von Florentine Prechtel. S. Fischer Verlag, Frankfurt am Main 2018, ISBN 978-3-7373-4054-0.
- Ein Eichhörnchen hat’s eilig. Mit Illustrationen von Mila Marquis. S. Fischer Verlag, Frankfurt am Main 2019, ISBN 978-3-7373-4158-5.
- Ein Pony mit Flausen im Kopf. Mit Illustrationen von Mila Marquis. S. Fischer Verlag, Frankfurt am Main 2019, ISBN 978-3-7373-4163-9.
- Ein Seehund taucht ab. Mit Illustrationen von Eva Schöffmann-Davidov. S. Fischer Verlag, Frankfurt am Main 2019, ISBN 978-3-7373-4164-6.
- Ein Hase fällt nicht auf die Nase. Mit Illustrationen von Mila Marquis. S. Fischer Verlag, Frankfurt am Main 2020, ISBN 978-3-7373-4183-7.
- Ein Luchs legt los. Mit Illustrationen von Mila Marquis. S. Fischer Verlag, Frankfurt am Main 2020, ISBN 978-3-7373-4221-6.
- Ein Lämmchen im Wolfspelz. Mit Illustrationen von Mila Marquis. S. Fischer Verlag, Frankfurt am Main 2021, ISBN 978-3-7373-4245-2.

### Hummelbi-Reihe
- Wie weckt man eine Elfe? Mit Illustrationen von Nadine Jessler. S. Fischer Verlag, Frankfurt am Main 2010.
- Eine Fee ist keine Elfe. Mit Illustrationen von Nadine Jessler. S. Fischer Verlag, Frankfurt am Main Februar 2011.
- Das Einhorn im Elfenwald. Mit Illustrationen von Nadine Jessler. S. Fischer Verlag, Frankfurt am Main März 2012.

### Alea-Aquarius-Reihe

#### Jugendbücher
- Der Ruf des Wassers. Band 1. Mit Illustrationen von Claudia Carls. Verlag Friedrich Oetinger, Hamburg 2015, ISBN 978-3-7891-4747-0.
- Die Farben des Meeres. Band 2. Mit Illustrationen von Claudia Carls. Verlag Friedrich Oetinger, Hamburg 2016, ISBN 978-3-7891-4748-7.
- Das Geheimnis der Ozeane. Band 3. Mit Illustrationen von Claudia Carls. Verlag Friedrich Oetinger, Hamburg 2017, ISBN 978-3-7891-4749-4.
- Die Macht der Gezeiten. Band 4. Mit Illustrationen von Claudia Carls. Verlag Friedrich Oetinger, Hamburg 2018, ISBN 978-3-7891-0888-4.
- Die Botschaft des Regens. Band 5. Mit Illustrationen von Claudia Carls. Verlag Friedrich Oetinger, Hamburg 2019, ISBN 978-3-7891-1353-6.
- Der Fluss des Vergessens. Band 6. Mit Illustrationen von Claudia Carls. Verlag Friedrich Oetinger, Hamburg 2020, ISBN 978-3-7891-0436-7.
- Im Bannkreis des Schwurs. Band 7. Mit Illustrationen von Claudia Carls. Verlag Friedrich Oetinger, Hamburg 2021, ISBN 978-3-7512-0169-8.
- Die Wellen der Zeit. Band 8. Mit Illustrationen von Claudia Carls. Verlag Friedrich Oetinger, Hamburg 2022, ISBN 978-3-7891-0437-4.
- Der Gesang der Wale. Band 9.1. Mit Illustrationen von Claudia Carls. Verlag Friedrich Oetinger, Hamburg 2023, ISBN 978-3-7512-0341-8.
- Der Gesang der Wale. Band 9.2. Mit Illustrationen von Claudia Carls. Verlag Friedrich Oetinger, Hamburg 2024, ISBN 978-3-7512-0479-8.

#### Kinderbücher
- Die Magie der Nixen. Mit Illustrationen von Claudia Carls. Verlag Friedrich Oetinger, Hamburg 2018, ISBN 978-3-7891-1208-9.
- Ein Lied für die Gilfen. Mit Illustrationen von Claudia Carls. Verlag Friedrich Oetinger, Hamburg 2019, ISBN 978-3-7891-1044-3.
- Weihnachten mit der Alpha Cru. Mit Illustrationen von Claudia Carls. Verlag Friedrich Oetinger, Hamburg 2019, ISBN 978-3-7891-1083-2.
- Die Kraft der Wasserkobolde. Mit Illustrationen von Claudia Carls. Verlag Friedrich Oetinger, Hamburg 2020, ISBN 978-3-7891-1518-9.

### Jugend-Romane
- Das Lied der Träumerin. S. Fischer Verlag, Frankfurt am Main März 2011, ISBN 978-3-596-18825-3.
- Der Sommer, in dem die Zeit stehenblieb. S. Fischer Verlag. Frankfurt am Main 2015, ISBN 978-3-596-85426-4.

### Kinderbücher
- Annas Wunschtag. Mit Illustrationen von Christiane Pieper. S. Fischer Verlag, Frankfurt am Main Februar 2012.
- Eine Muschel für Romy. Mit Illustrationen von Martina Hoffmann. S. Fischer Verlag, Frankfurt am Main 2014, ISBN 978-3-596-85626-8.
- Tanya Stewner & Marlene Jablonski: Liliane Susewind. Ein tierisches Abenteuer. Das Buch zum Film. S. Fischer Verlag, Frankfurt am Main 2018, ISBN 978-3-7373-4133-2.
- Schneefunkelwunder. Mit Illustrationen von Mila Marquis. S. Fischer Verlag, Frankfurt am Main 2019, ISBN 978-3-7373-4177-6.

### CDs
- Tanya Stewner & Guido Frommelt: Liliane Susewind. Meine Songs. Das Pop-Album mit Starbesetzung. Argon Verlag, Berlin 2017. ISBN 978-3-8398-4151-8.
- Tanya Stewner & Guido Frommelt: Alea Aquarius. Die Songs. Verlag Friedrich Oetinger, 2020.

## Auszeichnungen
- Goldener Bücherpirat 2008 als beste Nachwuchsautorin für Mit Elefanten spricht man nicht!
- Kalbacher Klapperschlange 2016 für Alea Aquarius. Der Ruf des Wassers
- 2022 LovelyBooks Community Award Silber in der Kategorie Kinderbücher für Alea Aquarius 8. Die Wellen der Zeit[2]